# 胡㵾
胡㵾，江西吉安府吉水縣人，明朝政治人物、進士出身。

## 生平
永樂十三年，登進士，授翰林院庶吉士，改臨江府教授，再任鳳陽府學，任廣東山西河南鄉試。